# Feliu Tresserra i Llach
Feliu Tresserra i Llach (Torelló, Osona, 1903 – Montcada i Reixac, Vallès Occidental, 1937). Es formà als Germans Maristes de Torelló, al Col·legi de Sant Josep de Vic i al Seminari d'aquesta ciutat. En 1918 va anar a ampliar estudis a la Universitat Gregoriana, a Roma, d'on obtingué els doctorats en filosofia i en teologia, i el magisteri en filosofia. Durant aquests estudis s'ordenà de prevere en aquella capital europea (1925). De retorn a Vic va ser nomenat mestre de col·legials del Seminari. A més impartí hebreu (1928-1931) i grec (1929-1930). En 1931 ingressà a la Universitat de Beirut per aprendre àrab. Tornà un any després i es quedà a Barcelona a estudiar-hi filosofia i lletres (1932-1936). Durant aquest temps es relacionà amb el Foment de Pietat, col·laborant en els seus treballs i publicant en “Analecta Sacra Tarraconensia”. A més, és autor de De doctrina metaphysica Fratris Thomae de Eboraco, O.F.M (Barcelona 1929), L'harmonia de la gràcia. Sermó predicat a la Catedral de Vich pel Dr... en la festa de Sta Cecília de l'any 1928 (Seràfica, Vic 1929) i elaborà el capítol El concepte d'Acció Católica segons les declaracions pontifícies del llibre “Primera Assemblea Sacerdotal Diocesana d'Acció Catòlica del Bisbat de Vic (27 Setembre – 1 Octubre) 1930. Ressenya i Parlaments” (Seràfica, Vic 1931).